# 角盥漱

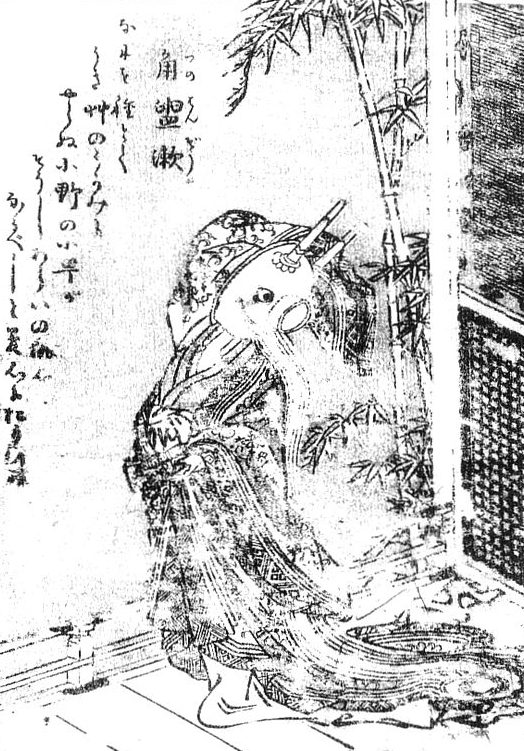
鳥山石燕『百器徒然袋』より「角盥漱」

角盥漱（つのはんぞう）は、鳥山石燕の妖怪画集『百器徒然袋』にある日本の妖怪。

## 概要
角盥（つのだらい）とは漆塗りの洗面道具で宮中などをはじめ女性の用いていた道具のひとつである。石燕は、平安時代の歌人・小野小町の草紙洗（そうしあらい）の伝説にちなんで角盥を妖怪化して創作されたものと考えられている。
『草紙洗小町』として知られている小町の草紙洗の逸話は、小町と同じく六歌仙の1人である大伴黒主が、盗み聞いた小町の歌を万葉集の草紙に書き加え盗作の罪を着せようとするが、小町がそれを新しく書き込まれたものと証明するために歌の書かれた紙を角盥で洗ったところ、文字が流れ落ちて黒主の罪が明らかになったというものである。能の小野小町をあつかった作品「七小町」のうちのひとつとして広く知られていた。